# Arctia lunulata
Arctia lunulata är en fjärilsart som beskrevs av Smith 1956. Arctia lunulata ingår i släktet Arctia och familjen björnspinnare. Inga underarter finns listade i Catalogue of Life.